# Queen's Gallery

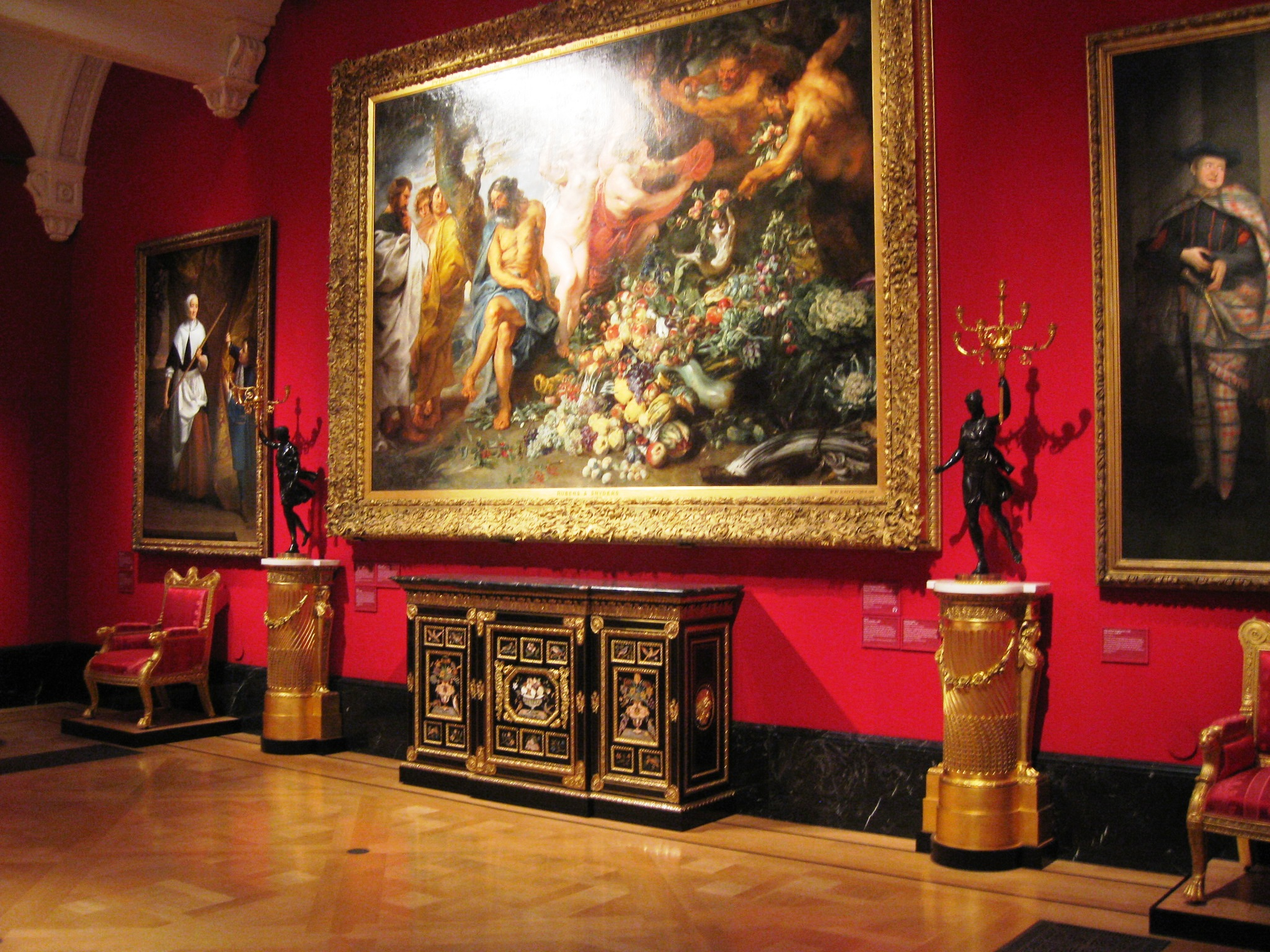
Uma das salas da Queen's Gallery no Palácio de Buckingham.

Queen's Gallery são duas galerias de arte públicas que exibem cerca de 450 peças da Royal Collection.

## Coleções
A Rainha possui uma das melhores e mais valiosas colecções de pintura do mundo, rica em obras dos velhos mestres - como Vermeer e Leonardo da Vinci. Durante 30 anos o seu conselheiro de arte foi Sir Anthony Blunt, até ser desmascarado como espião soviético em 1979 e destituído do seu título.

## Instalações
A Queen's Gallery de Londres está permanentemente instalada na fachada oeste do Palácio de Buckingham, ocupando o local de uma antiga capela bombardeada durante a II Guerra Mundial. Uma selecção da colecção está à mostra nesta pequena galeria ao lado do palácio, que foi uma estufa até 1962. Foi inaugurada em 1962 e fechada em 1999 para reformas, tendo sido reaberta novamente em 2002 durante o Jubileu de Ouro da Rainha.

## Edimburgo
A filial de Edimburgo está sediada no Palácio de Holyrood, tendo sido inaugurada em 2002. O prédio em que se localiza a galeria foi, anteriormente, uma igreja.